# Семлёвское озеро
Семлёвское (Стоячее) — ледниковое остаточное озеро в центральной части Смоленской области России в Вяземском районе. Окнище в торфяном болоте днепровского оледенения. Площадь поверхности — 0,022 км². Наибольшая глубина — 6 м.
Озеро примечательно тем, что, по легенде, Наполеон, отступая из Москвы, утопил здесь ценности, награбленные в Московском Кремле. Активные поиски были проведены в 1960-1970-х годах XX века, однако пока легенда подтверждения не нашла.

## Легенда
О сокровищах Семлёвского озера в исторических хрониках упоминается дважды. В 1824 году французский генерал де Сегюр опубликовал мемуары о вторжении Наполеона в Россию и последующем бегстве из неё. В мемуарах, в частности, говорилось: «Пришлось бросить в Семлёвское озеро вывезенную из Москвы добычу: пушки, старинное оружие, украшения Кремля и крест с колокольни Ивана Великого». Упоминание о Семлёвском озере содержится также в позднейшей биографии Бонапарта, написанной Вальтером Скоттом: «Наполеон повелел, чтобы московская добыча — древние доспехи, пушки и большой крест с Ивана Великого — были брошены в Семлёвское озеро как трофеи… которые он не имел возможности везти с собою».

## Поиски
В 1960 и в 1979 годах дно Семлёвского озера и его окрестности обследовали две научные экспедиции. Были изучены берега, проведены анализы воды, в ходе которых в северо-западной части озера обнаружено повышенное содержание драгоценных металлов. Однако поиски с погружением водолазов не выявили ничего, кроме камней и строительного мусора. О результатах экспедиции 1979 года писала «Комсомольская правда».

## В литературе
Озеро является местом действия (как «Сумлёвское озеро») рассказа «Клад Наполеона» Кира Булычёва, согласно тексту которого, Алиса Селезнёва пытается отыскать утопленные на его дне сокровища, однако вместо этого встречает свою прапраправнучку (которую тоже зовут Алиса) из далёкого будущего.